# Lepidoperca tasmanica
Lepidoperca tasmanica is een straalvinnige vissensoort uit de familie van zaag- of zeebaarzen (Serranidae). De wetenschappelijke naam van de soort werd voor het eerst geldig gepubliceerd in 1937 door Norman.